# Аликин, Владимир Николаевич
Влади́мир Никола́евич Али́кин (12 августа 1948, Хабаровск — 7 августа 2018, Пермь) — советский и российский учёный в области механики боеприпасов, лауреат премии Ленинского комсомола (1981), Государственной премии РФ (1996) и премии Правительства РФ (1998).

## Биография
Родился 12 августа 1948 года в Хабаровске в семье офицера. В школе начинал учиться в Кронштадте, а окончил с золотой медалью в Перми (1966) и там же — факультет «Авиадвигатели» Пермского политехнического института.
Работал в НИИ полимерных материалов в должностях от инженера до начальника опытно-конструкторской лаборатории. В Центральном НИИ химии и механики (Москва) защитил кандидатскую (1978) и докторскую (1989) диссертации по специальности «Боеприпасы». Разработчик твёрдых топлив, порохов и зарядов из них.
С 1990 года заведовал головной опытно-конструкторской лабораторией НПО им. Кирова (тематика: заряды и воспламенители разведывательно-ударных комплексов морского базирования, вспомогательные системы стратегического оружия, заряды ракет класса «воздух-воздух»).
В 1992 году, в связи с конверсией, перешел на завод им. С. М. Кирова, где организовал и возглавил Научно-инженерный центр (НИЦ). С 1995 года — профессор. Читал курс лекций в Пермском политехническом институте.
В 2003—2004 годах — заместитель председателя Пермского научного центра УрО РАН. В 2003—2005 годах — научный консультант генеральных директоров ФГУП «Пермский завод им. С. М. Кирова», ФГУП «Машиностроительный завод им. Ф. Э. Дзержинского», ЗАО «Искра-Энергетика».
В 2005—2006 годах — заместитель директора по инновациям ФГУП «Опытно-конструкторского бюро „ТЕМП“». В 2007 году и. о. директора ФГУП «НИИ управляющих машин и систем», с 2007 генеральный директор одноимённого ОАО.
В 2006 году был избран депутатом Пермской городской думы IV созыва от Кировского района. Был членом «Единой России», с 2007 — член совета регионального отделения политической партии «Справедливая Россия». В 2016 году занял второе место на выборах депутатов Госдумы по одномандатному округу № 59, а также второе место по спискам в региональной группе СР в краевое Заксобрание.
В 2017 году был кандидатом на выборах губернатора Пермского края (выдвинут партией «Справедливая Россия»).
Автор и соавтор 17 книг и монографий. Получил 307 авторских свидетельств и патентов. Подготовил трёх докторов и 18 кандидатов наук.
Умер 7 августа 2018 года в Перми (в реанимации в одной из больниц).

## Награды
В 1982 году за «Цикл работ по повышению работоспособности зарядов» награждён Золотой медалью ВДНХ, в 2000 году за патент по биотехнологии — Золотой медалью Брюссельского салона инноваций, в 2005—2006 гг. — медалями Федерации космонавтики России имени академика В. П. Глушко и космонавта Г. С. Титова.
За разработку образцов специальной техники новых поколений — лауреат Государственной премии России в области науки (1996), премии Правительства России (1998), премии Ленинского комсомола (1981), премии Пермской области им. П. А. Соловьева (2000).